# Brecha digital en México
La brecha digital en México se refiere a todo impedimento de acceso o uso en Tecnología de la Información y la Comunicación (TIC)en el país, creando desigualdades en la integración de las telecomunicaciones y herramientas digitales que brinda el Internet y la computación, para la manipulación, aprendizaje, almacenamiento y divulgación de información. Debido a estas brechas, la conectividad mundial se ve afectada, interponiéndose en la educación y trabajo, más aún tras la pandemia por Covid-19  donde todo se traduce al acceso online.

## Antecedentes
México se encuentra en el lugar 67 en el Índice de Calidad de Vida Digital 2021, ranking elaborado por SurfShark en 110 países tomando a consideración las siguientes aristas: calidad de internet, seguridad electrónica, infraestructura electrónica, digitalización de servicios gubernamentales y accesibilidad económica a internet. El país ha caído 17 puestos en dicho ranking en referencia a otros años, ubicándolo tras Estados Unidos, Chile, Argentina, Costa Rica, y República Dominicana, entre otros.
En el ranking realizado por Huawei (2020) de acuerdo al progreso y uso de TIC, ubica a México en el número 53. Mientras que el ranking realizado por World Economic Forum, sobre cómo son aprovechadas las oportunidades brindadas por herramientas digitales, lo ubica en la posición 73 a nivel mundial.
México cuenta con una población cubierta por señal móvil de un 96% y con un total de 72% de sus habitantes en uso del internet, no obstante, las familias con acceso a internet en localidades urbanas baja a un 65% mientras que en localidades rurales esta es de un 23%. En cuanto al acceso de computadoras dentro de las familias mexicanas el porcentaje es de un 44%.

## Dimensiones

#### Brecha de género
En el 2019 un 51,5% de los navegantes eran mujeres, pero tras la pandemia hubo un incremento en el trabajo en formato digital debido a la distancia social, es por esto que la cifras aumentaron a un 71% de mujeres y un 73% de hombres que hacen uso del internet.
La Encuesta Nacional sobre Disponibilidad y Uso de Tecnologías de la Información en los Hogares (ENDUTIH) señalan que el 47% de los hogares cuentan con un jefe de hogar masculino y que un 48% cuenta con mujeres jefas de hogar que no poseen acceso a internet, por no tener los recursos económicos para pagarlo. Sin embargo, las mujeres cuentan con menores ingresos salariales en comparación a sus compañeros masculinos, recibiendo una brecha de ingresos entre el 18,2% y 22,7%, lo que quiere decir que para los hogares que son mantenidos por mujeres, los cuales son una cuarta parte de los hogares mexicanos, se les hace mucho más costoso el lograr pagar servicios de internet que para hombres que reciben mejores remuneraciones.

#### Brecha educativa
El país cuenta con un 55% de alumnos que no tienen la capacidad financiera para pagar internet ni computadora, mientras que en los deciles más ricos sólo se llega a un 2%. Esta falta de recursos también es trasladada en niveles universitarios donde en promedio el 18% de los alumnos, es decir uno de cada cinco estudiantes mexicanos, no tiene acceso a los servicios necesarios para participar de sus actividades.
El acceso a las TIC están condicionadas al nivel socioeconómico, ya que en promedio el 40% de las personas más pobres no tienen acceso a estas en sus hogares, mientras que las personas con más poder adquisitivo del país solo forman parte de esto con un 3%.
En cuanto a los docentes, la Auditoría Financiera y de Cumplimiento de los Programas Digitales de México reveló que el 56% imparte sus clases con algún elemento tecnológico y el 39% no utiliza, sumado a esto, el 37% de ellos no recibió capacitación de herramientas digitales o TIC, y los que sí recibieron se quejan de que no sean efectuadas con los equipos tecnológicos requeridos, realizándolas de forma teórica.
La infraestructura forma parte de esta brecha digital, pues muchas escuelas del país no cuentan con los recursos necesarios para hacer uso de las TIC. En el Instituto Nacional para la Evaluación de la Educación se reveló que el 29% de las escuelas básicas públicas del país presentan daños en sus estructuras, el 3% no tiene y el 5% no tiene electricidad en sus recintos, a pesar de que el 66% de las escuelas no tienen deterioros de esta índole, sí poseen una carencia de otras características.
Las consecuencias de la poca integración de la población a la educación actual, repercute en los niveles de delincuencia y democracia del país, mostrando que la tendencia de los detenidos es tener bajos niveles educativos. Se crea de este modo un ciudadano que no ha sido educado para participar óptimamente dentro de la sociedad y sus responsabilidades ciudadanas.

#### Brecha geográfica
México tiene una cobertura del sector rural de un 19%, mientras que en áreas urbanas el promedio asciende a un 62% según ENDUTIH. La promoción del desarrollo de las telecomunicaciones se ve estancada por las dificultades topográficas, pueblos muy aislados y poca población concentrada. Esta diferencia repercute en el nivel de usuarios en lugares rurales, dependientes de locales como cafés, librerías, trabajo, cibercafés, etc. convirtiéndolos en un grupo sumamente menor (el 4% de los hogares rurales tienen internet) en comparación a las zonas urbanas del país. Haciendo que la implementación pública del internet haya facilitado la conexión en las zonas más apartadas.
La falta de implementos de conectividad alcanza bajos porcentajes mayormente en los estados de Chiapas, Oaxaca, Michoacán y otros.

#### Brecha étnica
La brecha digital en las comunidades indígenas es la que presenta mayores atrasos tecnológicos, junto con las zonas rurales y los estados del sur de México, además de falta de infraestructura tecnológica y servicios de conectividad, por lo que hay poco interés de desarrollar las telecomunicaciones en zonas complejas o apartadas. Estas comunidades están centradas en los estados de Oaxaca, con un 32,2% de hablantes de lengua indígena; Yucatán, con un 28,9%; Chiapas, con un 27,9%; Quintana Roo, con un 16,6% y, finalmente, Guerrero, el cual alcanza hasta un 15,3%.

## Actualidad
En temas educativos, el 20,9% de los hablantes de lengua indígena son analfabetos mientras que esta cifra baja a 4,7% en el caso de la población no indígena. Esto genera que tengan menos posibilidades de acceder a las TIC, ya que se ha demostrado que a menor nivel educativo, menos son las posibilidades de acceder a un computador, internet o celular inteligente.
A pesar de que se ha avanzado en cobertura telecomunicacional, solo el 40% de las localidades indígenas tienen acceso a tecnología 4G, dejando a muchas comunidades sin acceso a la descarga de archivos, videos y teletrabajo, limitándolos solo a llamadas y mensajes. En sumativa, en la región de Sierra Sur un 51% de la población vive en pobreza extrema, mientras que un 35% vive bajo condiciones de pobreza moderada. Esto hace que un 86% esté viviendo en la pobreza, impidiendo el acceso a tecnologías de conectividad.
Esta exclusión de las herramientas digitales afecta la integración de estos grupos étnicos en la vida laboral, haciendo propenso el trato discriminatorio en relación con apellidos indígenas que están ligados al poco acceso educacional y redes comunicacionales.